# Кеплер, Мельхиор Христиан
Мельхиор Христиан Кеплер (Kapler; 1712 — 1780) — немецкий лесовод-практик, отец Вильгельма Кеплера.
Автор сочинения: «Gründliche Anleitung zu wahre Erkenntniss und Verbesserung des Forstwesens» (2-е изд. 1776); «Erläuterung einige Sätze über die Bukmannschen Schriften von der Holzsaat» . (1779; 2-е изд. 1798); и «Von Anbau und Benutzung eines Kiefernwaldes» (1798) и др.